# シーウィンド
シーウィンド（Seawind）は、ハワイ出身のフュージョン・バンド。
ポーリン・ウィルソンのボーカルに、ジェリー・ヘイ、キム・ハッチクロフト、ラリー・ウィリアムズらによる「シーウィンド・ホーンズ」が特徴的なバンド。ブラス隊のゲイリー・グラントやビル・ライヒェンバッハはゲスト（サポート）区分であるが、揃って高い評価を受けている。彼等は現在でも数多くのアーティストから重宝される。

## 略歴
1970年代初めよりOXの名で活動し、1976年1月にシーウィンドの名前に変え、本格的に活動を始める。メンバーはハワイ出身のボブとポーリンのウィルソン夫妻を中心に、ラリー・ウィリアムズ（キーボード、サックス、フルート）、ジェリー・ヘイ（トランペット、フリューゲルホーン）、キム・ハッチクロフト（サックス、フルート）、バド・ヌアニス（ギター）、ケン・ワイルド（ベース）。
ハワイにて、ドラマーのハーヴィー・メイソンより見出され、彼のプロデュースで、1976年にCTIレコードよりセルフタイトルにてアルバム・デビュー。翌1977年発表のアルバム『太陽の伝説 (Window of a Child)』はメイソンとボブ・ワーツによるプロデュース。ボズ・スキャッグスやジョージ・ベンソンとツアーし、1978年には単独で来日公演をしている。
1979年に、トミー・リピューマのプロデュースで、ホライズン・レコード（A&Mレコード傘下）よりアルバム『ライト・ザ・ライト』を発表。1980年に、キーボーディストのジョージ・デュークをプロデューサーに招いたアルバム『海鳥 (Seawind)』を発表。ヘイはゲストとして参加している。翌1981年にウィルソン夫妻の名義（Bob & Pauline Wilson）でアルバム『Somebody Loves You』を作成、シーウィンドのメンバーが参加している。このアルバムを最後に活動を停止、後に2人が離婚したとの情報も流れる。なお1982年になり、ポーリンを除くメンバーが集まり日本の女性ボーカリストであるマリーンをバックアップする形でアルバム『サマー・ナイト』を発表している。
活動停止後もジェリー・ヘイは彼等を率いて多くのセッション数をこなしていき、現在は業界随一の実績と人気を誇る。ラリー・ウィリアムズもヘイのブラス隊に加わることもあるが、アレンジャーとしてソロ活動してもいる。
1995年に『Remember』というアルバムを出しているが、CTI期の楽曲のコンピレーションとなっている。未発表曲を収録。
2002年に日本にてポーリン・ウィルソンとラリー・ウィリアムスのライブが行われ、これを切っ掛けとして2005年3月にロサンゼルスで1回限りの復活ライブを行う。ジェリー・ヘイは闘病中だったため参加せず、替わりにラリー・ホールが参加。同年のうちにファンからの後押しを受け、公式サイトにて再結成すると発表。2009年に待望のアルバム『リユニオン』を発表した。国内盤はソニー・ミュージックエンタテインメントのヴィレッジより4月に先行して発売された。ジェリーは演奏には参加しなかったが、2曲のホーンアレンジをラリー・ウィリアムズと共同で手掛けている。当初はアル・ジャロウやジョージ・ベンソンをゲストに呼ぶとアナウンスされていたが、アルのみのゲスト参加で、ジョージは参加していない。同時期にCTIからリリースされていたアルバム2枚もヴィレッジ・レコードよりリイシュー。コンピレーション・アルバム『Remember』からの未発表曲も収録されている。なお3枚ともBlu-spec仕様の紙ジャケットで発売された。

## ディスコグラフィ

### スタジオ・アルバム
- 『シーウィンド』 - Seawind (1976年、CTI)
- 『太陽の伝説』 - Window of a Child (1977年、CTI)
- 『ライト・ザ・ライト』 - Light the Light (1979年、Horizon/A&M)
- 『海鳥』 - Seawind (1980年、A&M)
- 『サマー・ナイト』 - Summer Nights (1982年、CBS/Sony) ※with マリーン
- 『リユニオン』 - Reunion (2009年、Village/Sony)

### コンピレーション・アルバム
- Remember (1995年、Noteworthy)